# Lynne Roberts
Pour les articles homonymes, voir Roberts.
Lynne Roberts, également appelée Mary Hart, est née Theda May Roberts le 22 novembre 1922 et morte le 1er avril 1978. Actrice américaine de l'âge d'or d'Hollywood, elle apparaît exclusivement dans ce qu'on appelle des films de série B.

## Biographie

### Jeunesse
Née à El Paso au Texas, Theda May Roberts est la fille de Hobart M. Roberts, comptable, et de May Holland. La famille déménage à Los Angeles dans les années 1920.

### Carrière
Elle commence à travailler comme actrice dans les années 1930, sous contrat avec Republic Pictures. À l'âge de 14 ans en 1936, elle joue un rôle dans Bulldog Edition. En 1938, à l'âge de 16 ans, elle joue dans les suspens : The Lone Ranger et Dick Tracy Returns, et joue un rôle dans The Higgins Family. Elle est officiellement inscrite dans les studios d'enregistrement comme étant née en 1919.
En 1941, elle joue avec Sonja Henie et John Payne dans Tu seras mon mari (Sun Valley Serenade), alors qu'elle est sous contrat avec la 20th Century-Fox. Elle retourne chez Republic Pictures en 1944 et y reste sous contrat jusqu'en 1948. Elle joue avec Gene Autry dans Sioux City Sue en 1946 et dans deux autres films avec Autry : Robin Hood of Texas et Saddle Pals, ainsi que trois films avec Roy Rogers et un avec Monte Hale. (Johnny D. Boggs, dans son livre Billy the Kid on Film, 1911-2012, écrit : « Lynne Roberts est co-vedette avec [Roy] Rogers dans huit westerns, sous le nom de Mary Hart dans les sept premiers. »).
Après avoir quitté Republic Pictures pour la deuxième fois, Roberts collabore avec Autry dans des aventures de plein air pour Columbia Pictures. Elle travaille également avec Kirby Grant dans les aventures de la police montée de Monogram Pictures et avec Tim Holt chez RKO Radio Pictures.
En tout, Roberts apparait dans 64 films. Parmi ceux-ci, 21 sont des westerns et deux des serials.

### Vie personnelle
Roberts s'est mariée quatre fois. Son premier mariage est avec William Engelbert, Jr., un responsable de la compagnie aéronautique, avec qui elle a un fils, Bill. Le mariage s'est terminé par un divorce en 1944.
Son deuxième mariage avec Louis John Gardella, se termine également par un divorce. Devant le tribunal, l'avocat de Gardella soutient que le mariage en Arizona du couple était invalide parce que Roberts n'était pas légalement divorcée d'Engelbert, bien que Roberts ait affirmé qu'elle avait un jugement de divorce mexicain.
En 1953, Roberts épouse le fabricant de soutien-gorge Hyman B. Samuels, avec lequel elle a une fille, Peri Margaret, et un fils, William Edward. Le couple divorce le 14 novembre 1961 à Los Angeles en Californie.
À la suite de ce divorce, Roberts cesse son métier et épouse plus tard Don Sebastian, acteur de catch et de cinéma, en 1971.

### Famille
Lynne Roberts est la sœur de l'acteur John S. Roberts.

### Mort
Le 16 décembre 1977, elle a un accident à son domicile qui lui provoque de graves fractures et lacérations à la tête. Elle tombe dans le coma et meurt quelques mois plus tard, le 1er avril 1978, d'une hémorragie. Elle est inhumée au Forest Lawn Memorial Park (Hollywood Hills).

## Filmographie partielle
- 1937 : Mama Runs Wild : Edith Summers
- 1937 : Dangerous Holiday : Jean Robbins
- 1938 : The Higgins Family : Marian Higgins

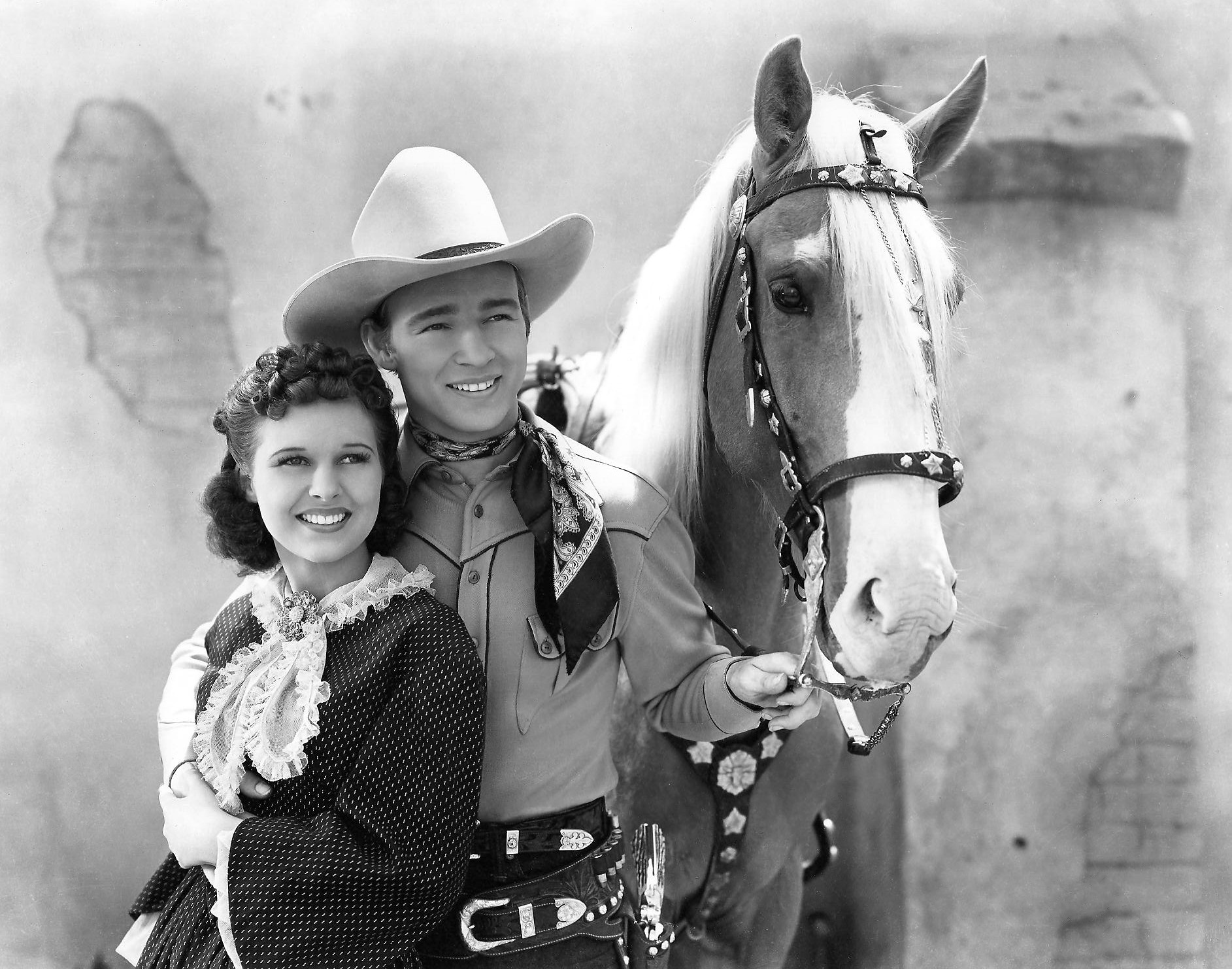
Lynne Roberts, Roy Rogers et Trigger dans Le Retour de Billy the Kid (Billy the Kid Returns) de Joseph Kane (1938).

- 1938 : Call the Mesquiteers (en) de John English : Madge Irving
- 1938 : Hollywood Stadium Mystery : Edna Mayberry
- 1938 : Les Justiciers du Far-West (The Lone Ranger) : Joan Blanchard
- 1938 : Le Retour de Billy the Kid (Billy the Kid Returns) de Joseph Kane : Ellen Moore
- 1938 : Come On, Rangers : Janice Forbes
- 1938 : Shine On, Harvest Moon : Claire Brower
- 1939 : The Mysterious Miss X : Julie Graham
- 1939 : Rough Riders' Round-up : Dorothy Blair
- 1939 : Southward Ho (en) de Joseph Kane : Ellen Denbigh
- 1939 : Frontier Pony Express : Ann Langhorne
- 1939 : My Wife's Relatives : Jean Higgins
- 1939 : In Old Caliente (en) de Joseph Kane : Jean Higgins
- 1939 : Should Husbands Work? : Jean Higgins
- 1939 : Everything's on Ice : Jane Barton
- 1940 : High School : Carol Roberts
- 1940 : La Rançon de la gloire (Star Dust) : College girl
- 1940 : Street of Memories : Catherine 'Kitty' Foster
- 1940 : Hi-Yo Silver (en) : Joan Blanchard
- 1941 : The Bride Wore Crutches : Midge Lambert
- 1941 : Romance of the Rio Grande (en) : Maria Cordova
- 1941 : Riders of the Purple Sage : Bess
- 1941 : Soirs de Miami (Moon Over Miami) : Jennie May
- 1941 : Le Dernier des Duane (Last of the Duanes) de James Tinling : Nancy Bowdrey
- 1942 : Young America : Elizabeth Barnes
- 1942 : The Man in the Trunk : Peggy LaRue
- 1942 : Dr. Renault's Secret : Madeline Renault
- 1942 : Quiet Please, Murder : Kay Ryan
- 1944 : The Big Bonanza : Judy Parker
- 1944 : My Buddy : Lucy Manners
- 1944 : The Ghost That Walks Alone : Sue McGuire Grant
- 1944 : The Port of 40 Thieves : Nancy Hubbard Chaney
- 1945 : The Phantom Speaks : Joan Renwick
- 1945 : The Chicago Kid : Chris Mitchell
- 1945 : Behind City Lights : Jean Lowell
- 1945 : Girls of the Big House : Jeanne Crail
- 1946 : Winter Wonderland (en) de Bernard Vorhaus : Nancy Wheeler
- 1946 : Il s'agit de trouver le filon (The Magnificent Rogue) : Pat Brown Morgan
- 1946 : Sioux City Sue : Sue Warner
- 1947 : The Pilgrim Lady : Henrietta Rankin
- 1947 : That's My Gal : Natalie Adams
- 1947 : Saddle Pals : Shelly Brooks
- 1947 : Robin Hood of Texas (en) de Lesley Selander : Virginia
- 1948 : Madonna of the Desert (en) : Monica Dale
- 1948 : Lightnin' in the Forest (en) : Jerri Vail
- 1948 : Secret Service Investigator : Susan Lane
- 1948 : The Timber Trail : Alice Baker
- 1948 : Eyes of Texas : infirmière Penny Thatcher
- 1948 : Sons of Adventure : Jean
- 1948 : Trouble Preferred de James Tinling : Madge Walker
- 1950 : The Great Plane Robbery (en) : Mary
- 1950 : The Blazing Sun (en) : Helen Ellis
- 1950 : Call of the Klondike : Emily Mallory
- 1950 : Hunt the Man Down : Sally Clark
- 1950 : Dynamite Pass (en) : Mrs. Mary Madden
- 1952 : Because of You : Rosemary Balder
- 1952 : The Blazing Forest : Grace Hanson
- 1953 : Port Sinister : Joan Hunter